# Iiris Suomela
Pour les articles homonymes, voir Suomela.
Iiris Suomela, née le 1er mai 1994 à Tampere (Finlande), est une femme politique finlandaise membre de la Ligue verte. Elle est députée depuis 2019.

## Biographie
Iiris Suomela est membre du conseil d'administration du syndicat étudiant de l'université de Tampere.
Elle est élue députée lors des élections législatives de 2019 dans la circonscription de Pirkanmaa avec 4 873 voix. La même année, elle est candidate aux élections européennes mais n'est pas élue.
Alors que la présidente de la Ligue verte Maria Ohisalo est en congé maternité, Iiris Suomela la remplace temporairement à la tête du parti. Iiris Suomela dirige la campagne du parti pour les élections locales de janvier 2022, qui sont une défaite.
Elle est la compagne de l'entrepreneur et ancien homme politique Matti Parpala. Ils sont les parents d'un enfant né en novembre 2020.